# Ulf Jarl
Ulf Jarl (schwedisch: Ulf Torgilsson, engl. Ulf the Earl; Jarl ist ein skandinavischer Adelstitel; † 1026) war Angehöriger einer wichtigen dänischen Adelsfamilie, die dank seiner Heirat mit Estrid Svendsdatter, der Schwester des dänischen, norwegischen und englischen Königs Knut des Großen, als Haus Estridsson von 1047 bis 1375 Dänemark regierte. 
Er war der Sohn von Thorgils Sprakalägg.

## Leben
Ulf schloss sich dem England-Feldzug des Königs Knut der Große an (1013). Etwa 1015 heiratete er Knuts Schwester Estrid Svendsdatter. Diese Verbindung führte dazu, dass er während Knuts Abwesenheit zum Jarl von Dänemark ernannt wurde. Er war darüber hinaus der Pflegevater von Knuts Sohn Hardiknut.
Als der schwedische König Anund Jakob und der norwegische König Olav II. Haraldsson Knuts Abwesenheit zu einem Überfall auf Dänemark nutzten, konnte Ulf die Dänen – die ohnehin unzufrieden mit Knuts Abwesenheit waren – davon überzeugen, Hardiknut zum König zu wählen. Ulf wurde in der Konsequenz dann Regent des Landes.
Als Knut 1026 von den Ereignissen erfuhr, kehrte er nach Dänemark zurück und schlug – mit Ulfs Hilfe – die Schweden und Norweger in der Schlacht an der Helgeå. Wenig später, am Weihnachtstag 1026, ließ Knut seinen Schwager von einem seiner Huscarle in der Dreifaltigkeitskirche von Roskilde töten (die Berichte hierzu sind jedoch widersprüchlich).
Ulf und Estrid sind die Eltern Sven Estridssons und damit die Stammeltern des Dänemark von 1047 bis 1375 regierenden Königshauses (Haus Estridsson). Ein weiterer Sohn ist Björn Estridsson.